# Festival Internacional de Cine de San Sebastián 1970
La 18.ª edición del Festival Internacional de Cine de San Sebastián tuvo lugar entre el 5 y el 14 de julio de 1970. En esta edición continuaba teniendo la categoría A de la FIAPF como festival competitivo no especializado.

## Desarrollo
El Festival fue inaugurado el 6 de julio en el Museo San Telmo con la presencia del director general de Cinematografía Miguel de Echarri, el gobernador civil de Guipúzcoa y el director general de Cultura Popular y Espectáculos Enrique Thomas de Carranza, y se proyecto fuera de concurso Danzad, danzad, malditos. El día 6 se proyectaron O Cerco y Utazás a koponyám körül. El día 7 se proyectó Cabezas cortadas de Glauber Rocha, que fue mal acogida por la crítica, y la soviética Tchaikovski. El día 8 se proyectaron la polonesa Abel, twoj brat y la británica The Walking Stick, y el día 9 la japonesa Goyōkin y Too Late the Hero de Robert Aldrich, mientras que a la sección informativa se proyectaba MASH de Robert Altman. Paralelamente al festival se hizo la sección retrospectiva de cine negro y suspenso con 18 películas de Fritz Lang (6 películas), Alfred Hitchcock, Otto Preminger, Billy Wilder o Joseph Losey, y en la sección informativa también se proyectaron Les coses de la vida de Claude Sautet y El restaurant de l'Alice d'Arthur Penn. El día 10 se proyectaron Certo, certissimo, anzi… probabile y El primer amor, debut en la dirección del actor Maximilian Schell. El día 11 Ecce homo Homolka y Le Boucher, muy bien acogidas por la crítica; el día 12 La moglie più bella, que también obtuvo buenas críticas, y la representante española Aoom de Gonzalo Suárez, que fue calificada como "broma pesada" por algunos críticos. El día 13 se proyectaron La balada de Cable Hogue fora de concurso y Ondata di calore, protagonizada por Jean Seberg. El día 14 se proyectó Sex Power y Figures in a Landscape (fuera de concurso) y después el ministro de información y turismo Alfredo Sánchez Bella.

## Jurados
Jurado Oficial
- Fritz Lang
- Péter Bacsó
- Antonio Giorgini
- José López Rubio
- Antonio Mingote
- René Thevenet

## Películas

### Programa Oficial
Las 16 películas siguientes fueron presentadas en el programa oficial:
| Título en España                         | Título original                    | Director(es)            | País           |
| ---------------------------------------- | ---------------------------------- | ----------------------- | -------------- |
| Abel, tu hermano                         | Abel, twoj brat                    | Janusz Nasfeter         | Polonia        |
| Aoom                                     | Aoom                               | Gonzalo Suárez          | España         |
| Cabezas cortadas                         | Cabezas cortadas                   | Glauber Rocha           | España         |
| Cierto, ciertísimo, bastante... Probable | Certo, certissimo, anzi… probabile | Marcello Fondato        | Italia         |
| Ecce homo Homolka                        | Ecce homo Homolka                  | Jaroslav Papoušek       | Checoslovaquia |
| Primer amor                              | Erste Liebe                        | Maximilian Schell       | Suiza          |
| Caza humana                              | Figures in a Landscape             | Joseph Losey            | Reino Unido    |
| Goyōkin                                  | Goyōkin                            | Hideo Gosha             | Japón          |
| Sola frente a la violencia               | La moglie più bella                | Damiano Damiani         | Italia         |
| El carnicero                             | Le Boucher                         | Claude Chabrol          | Francia        |
| O Cerco                                  | O Cerco                            | António da Cunha Telles | Portugal       |
| Ondata di calore                         | Ondata di calore                   | Nelo Risi               | Italia         |
| Sex Power                                | Sex Power                          | Henry Chapier           | Francia        |
| Tchaikovsky                              | Tchaikovsky                        | Igor Talankin           | URSS           |
| El precio de amar                        | The Walking Stick                  | Eric Till               | Reino Unido    |
| Comando en el mar de China               | Too Late the Hero                  | Robert Aldrich          | EE. UU.        |
| Viaje alrededor de mi cráneo             | Utazás a koponyám körül            | György Révész           | Hungría        |

### Fuera de concurso
| Título en España         | Título original                | Director(es)   | País   |
| ------------------------ | ------------------------------ | -------------- | ------ |
| La balada de Cable Hogue | The Ballad of Cable Hogue      | Sam Peckinpah  | EE.UU. |
| Danzad, danzad, malditos | They Shoot Horses, Don't They? | Sydney Pollack | EE.UU. |

## Palmarés
Ganadores de la Sección no oficial del 19º Festival Internacional de Cine de San Sebastián de 1970:
- Concha de Oro a la mejor película: Ondata di calore, de Nelo Risi
- Concha de Oro al mejor cortometraje: Hvězda Betlémská, de Hermína Týrlová
- Concha de Plata a la mejor dirección:
  - Primer amor de Maximilian Schell
  - Sex Power de Henry Chapier
- Concha de Plata a la mejor actriz: Stéphane Audran, por El carnicero
- Concha de Plata al mejor actor: 
  - Innokenti Smoktunovski, por Tchaikovsky
  - Zoltán Latinovits por Viaje alrededor de mi cráneo
- Mención especial del Jurado: Tchaikovsky de Igor Talankin